# Sóc bụng đỏ
Sóc bụng đỏ (tên khoa học: Callosciurus erythraeus) là một loài động vật có vú trong họ Sóc, bộ Gặm nhấm. Loài này được Pallas mô tả năm 1779.

## Phân bố
Loài này được tìm thấy trong các khu rừng từ viễn đông Ấn Độ và Bhutan, thông qua Đông Dương, bán đảo Thái-Mã Lai và miền nam và miền đông Trung Quốc (bao gồm Đài Loan). Trong khu vực này, chúng được tìm thấy trong các môi trường rừng có độ cao dưới 3.000 m (9.800 ft), bao gồm rừng thường xanh nhiệt đới và cận nhiệt đới, rừng lá rộng sớm rụng và các đồng rừng lá kim núi cao.
Cũng có các quần thể du nhập vào tỉnh Buenos Aires của Argentina, Dadizele ở Bỉ, Capd'Antibes ở Pháp, Nhật Bản. Ở các nơi nhập nội nó là loài xâm lấn, phá hoại cây và cạnh tranh các loài khác.

## Sinh học
Giống như các loài sóc cây khác, thức ăn của sóc bụng đỏ chủ yếu là lá, hoa, hạt và quả, mặc dù trong các khu vực khác nhau thì chúng có các loại thức ăn khác biệt do phạm vi phân bố rộng. Bên cạnh đó, chúng cũng ăn một lượng nhỏ côn trùng và thỉnh thảng ăn cả trứng chim.
Loài sóc này sinh đẻ quanh năm, và có thể giao phối ngay khi vừa chấm dứt cho bú lứa con trước. Thời kỳ mang thai kéo dài 47-49 ngày, mỗi lứa đẻ tới bốn con, nhưng thông thường là 2. Sóc non rời ổ khi 40-50 ngày tuổi và thuần thục sinh dục khi đạt 1 năm tuổi. Chúng sống tới 17 năm trong điều kiện nuôi nhốt.

## Phân loài
Có khoảng 30+ phân loài, mặc dù không phải tất cả các phân loài này đều được công nhận.
| - C. e. erythraeus - C. e. atrodorsalis - C. e. bartoni - C. e. bhutanensis - C. e. bonhotei - C. e. castaneoventris - C. e. erythrogaster - C. e. flavimanus | - C. e. gloveri - C. e. gongshanensis - C. e. gordoni - C. e. griseimanus - C. e. griseopectus - C. e. harringtoni - C. e. hendeei - C. e. hyperythrus | - C. e. intermedius - C. e. michianus - C. e. ningpoensis - C. e. pranis - C. e. qinglingensis - C. e. rubeculus - C. e. shanicus - C. e. siamensis | - C. e. sladeni - C. e. styani - C. e. thai - C. e. thaiwanensis - C. e. wuliangshanensis - C. e. wulingshanensis - C. e. zhaotongensis - C. e. zimmeensis |

## Thư viện ảnh
- Video

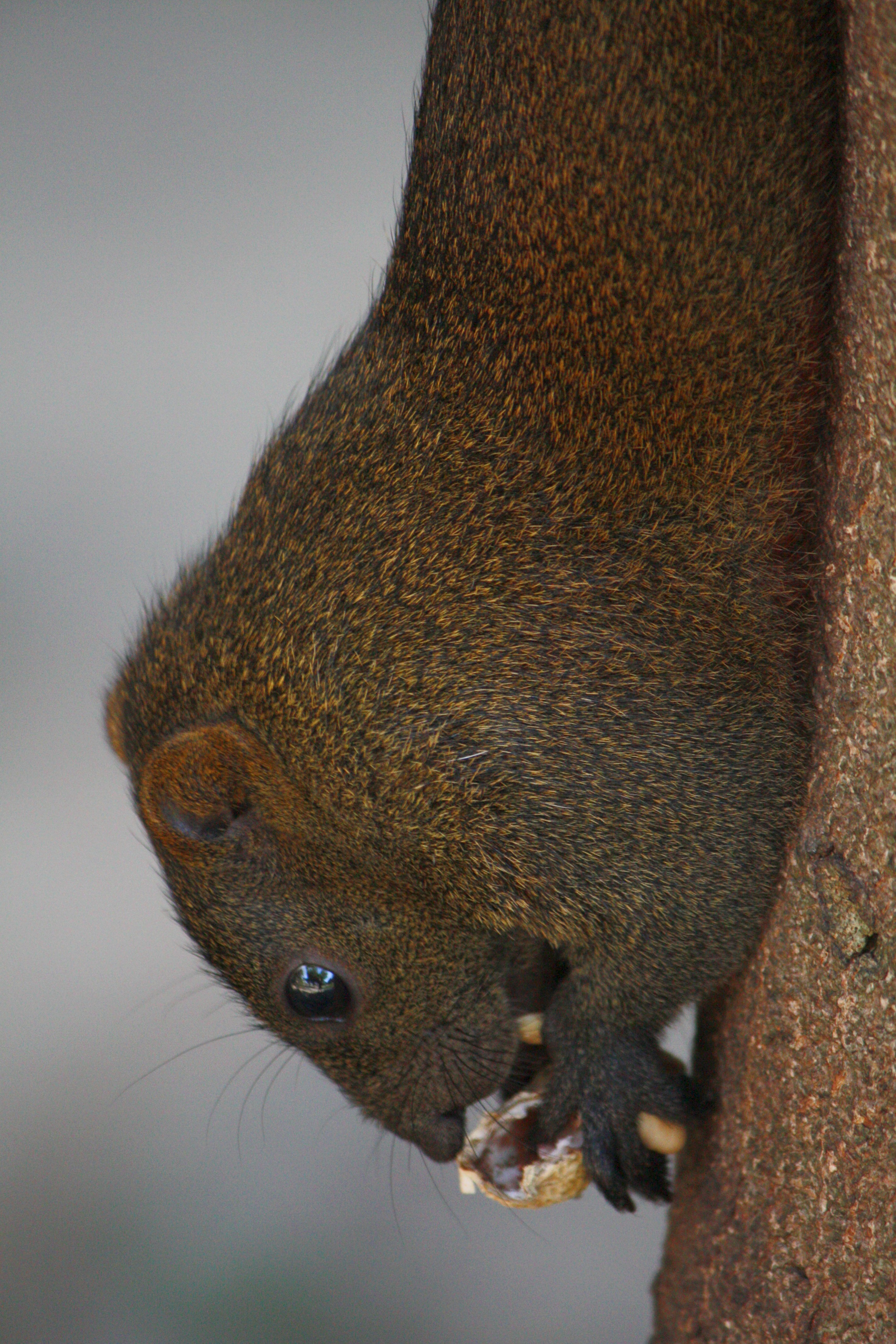
Sóc ăn hạt
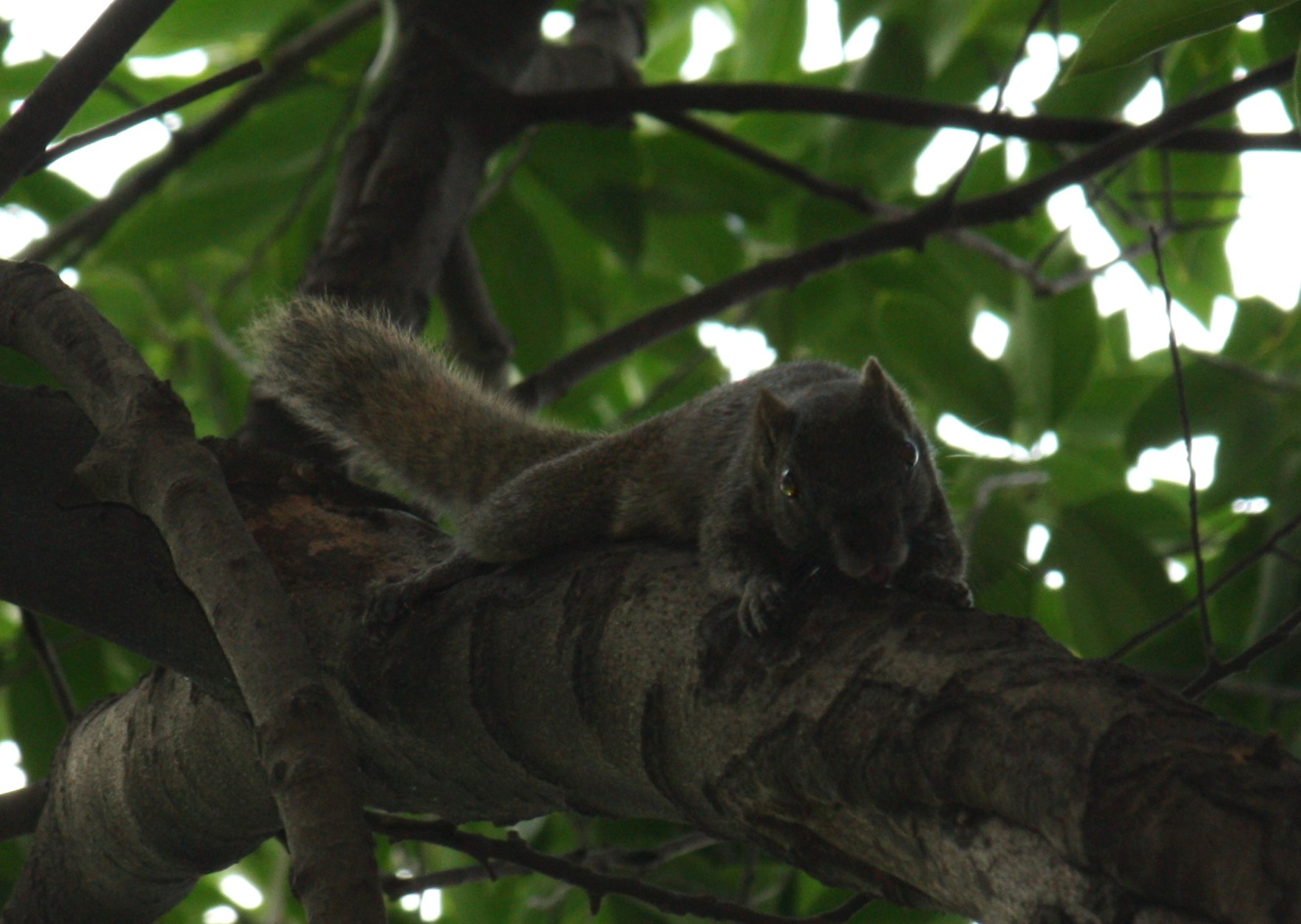
Sóc ở Hàng Châu